# Władyn
Władyn (ukr. Владин) – wieś na Ukrainie, w obwodzie żytomierskim, w rejonie nowogrodzkim. W 2001 roku liczyła 117 mieszkańców.